# Радівці (село)
Раді́вці — село в Україні, у Вовковинецькій селищній громаді Хмельницького району Хмельницької області. Населення становить 756 осіб.

## Історична довідка
Вперше Внучківці (Радівці) згадується у першій половині XV ст. 6 червня 1431 року у містечку Ширці поблизу Львова польський король Владислав II Ягайло зробив запис у 400 гривень на цілу низку населених пунктів Поділля генеральному старості Кам'янецькому Теодорику з Бучача (Бучацькому). Серед цих поселень було і село Внучківці. 21 травня 1444 року Теодорик Бучацький записує Внучківці за 50 гривень шляхтичу Яну Фіоль-де-Конаріову.
У 1439 році, за вірну службу, король Владислав ІІІ віддав Внучківці за 100 гривень шляхтичу Яну Фіоль-де-Конаріову, від якого воно було успадковане його сином Лазарем Радевічем (Решка) з Гумічківців.
Згідно з джерелами, Внучківці розташовувалися на північному заході від сучасних Радовець. Через село проходив так званий Кучманський (татарський) шлях. Часті набіги татар змусили Радзієвських у 1522 році переселитися в глиб лісу «Згар». Це дало початок заснуванню двох нових поселень — тепер села Згар і Гришки Деражнянського району. Назва лісу та теперішнього села Згар можливо пов'язана зі словами «згарище», що означає місце спалювання лісу. Таку ж назву має річка, що протікає на схід від села. Про більш точне географічне розташування Радівців свідчить заповіт Лазара Радзієвського - одного із власників села від 1 грудня 1522 року у якому визначаються межі земельного угіддя: «27 липня 1520 року Станіслав Лянцкоронський, сандомирський, кам'янецький і подільський генеральний староста повідомляє, що, згідно з його розпорядженням, комісари провели розмежування границь між селом Радівці і урочищем Лукава, власністю Гришка Радзієвського. Село Радівці межує з селом Слоботкою, ліском Кривим, розпуттям, де проходили дві дороги. Одна дорога веде до Манькович, а звідти до Крутої долини, ліска Серни. Ця територія має лани і навіть старий рудник».
З утвердженням на Поділлі польської адміністрації, с. Радівці входить до складу Барського староства. Перед староством і Барським замком радовецька шляхта зобов'язана була виконувати цілий ряд повинностей: нести сторожу в замку, за наказом старости йти до війська, щорічно, один день одним плугом орати на замковому фільваркові, один день жати і один день косити, ремонтувати укріплення, будувати дамби на ставках тощо. Як свідчить ревізія 1552 року в Барському замку несли сторожу 17 Радзієвських. Це є найбільше число в ревізії, оскільки інші роди ставили лише по 2-3 вершники. Пізніше ці повинності невпинно зростали. Згідно з ревізією 1607 року, Радзієвські виїжджали вже на 60 конях. Пан Радзієвський мав сплачувати два золотих і сім із половиною грошей, коли плата за замок із подимного і порохового становила чотири з половиною гроша.
У 70-80 роках XVI століття, після проголошення Люблінської унії (1569 рік), посилюється польська колонізація Подільського краю шляхом передачі в користування сіл і роздачі пустуючих земель для заселення. Польські королі роздавали землі польським магнатам, а ті у свою чергу ці ж самі земельні володіння перепродували між собою.
У цих роках відбулися певні зміни в суспільних відносинах, які закріплювалися Третім Литовським статутом 1558 року. Згідно з ним, селяни, які проживали на землі феодала понад 10 років, ставали кріпаками. Феодали отримували право розшуку і повернення селян-утікачів упродовж 20 років. Таким чином цей документ юридично закріпив кріпосне право на Правобережній Україні.
Соціально — економічний розвиток с. Радівці у цей час дещо відрізнявся від інших населених пунктів Деражнянщини і мав свої особливості.
По-перше, у 1558 році Радзієвські отримали права ленного володіння, що захистило від захоплення їхніх земельних угідь поляками. У 1589 році це право знову було підтверджено грамотою короля Сигізмунда ІІІ. У ній зазначалося «Сигізмунд ІІІ підтверджує Семерику, Івану, Ваську, синам О. Радзієвського, Прокопу, Федору, синам Василя, а також Богдану, Івашку, Лєшку, Матвію, Івану, синам Радзієвського та іншим на пожиттєве володіння частиною с. Радзієвець, розташовані у Барському старостві на Поділлі». Лише у 1616 році була видана грамота на село Бедлінському, але вже в 1616 році Радзієвські виграли судовий процес і ще раз затвердили права на свої володіння.
По-друге, в економічному відношенні Радзієвські наближалися до становища простого селянства. Більшість із них самостійно працювали на полі: сіяли, орали, збирали урожай, виконували інші польові роботи. Про це свідчить той факт, що в 1570 ріці на 30 «панів» припадало лише 8 підданих. Самі ж селяни ділилися на тяглих та огородників; відповідно в 1607 році їх число становило — 5 і 7.
Наприкінці XYI ст. рід Радзієвських був розгалужений і поділявся на декілька гілок, кожен із яких володів окремими частинами села, окремо отримував підтвердження на володіння землею. Так, наприклад, у 1599 році семеро Радзієвських отримали право довічного володіння частиною Лазуровою, дванадцять інших — на ділянки, що придбали від Супруна, Панаса, Леська і Федора Радзієвських.
У 1662 році шляхетського населення чоловічого статі було 97 душ, серед них виділялися старійші представники роду Радзієвський: Остафій, Калиман, Герасим, Радуль, У XYIII ст. с. Радівці складалися із трьох частин: Стреків, Мирич, Гришки. Станом на 16 червня 1727 року частиною села Радівці, яка називалась Стрековом, володіли пани Петренки, Велентії, Дащенки, Радзієвські, Сахновські; другою частиною села — Мирич володіли пани Костенки, Негрили, Педаші, Гавенки Радзієвські; третя частина села, що називалась Гришки, належала панам Радзієвським; четверта напівчастина — Гнетимівка належала панам Яременкам, Радзієвським. На початку XVIII століття (до 1727 року) стреківська частина орного поля мала 493 шнури, Мирич - 383, Гришки - 24, Гнетимівка - 225 шнурів. Члени родини Радзієвських часто ділили між собою вже згадані сільські володіння. Документальні дані свідчать, що в 1727 році було здійснено перерозподіл поля панів Радзієвьских. Від стреківської частини було відрізано 115 шнурів і приєднано до гришковецької частини. Ці поля розташовувались: одне - біля вовковинецької межі до урочища «Могили» і пролягало аж до «Рудки» — мало 13,5 шнурів, а під Гришками, що в «Березені», мало 1,5 шнурів. Від частини села Мирич було відрізано 5 шнурів, а від Гнетимівки - 35 шнурів, які також було приєднано до Гришок. Неподілене поле, що залишилося між селами Радівці і Гришки розділили по 9 десятин. У результаті кожна частина села мала по 386 шнурів, а напівчастина — Гнетимівка 193 шнури.
У 1739 році в Радівцях мешкало 56 шляхетських сімей, в тому числі 30 Радзієвських, і 102 сім'ї селянські. У Радівцях проживали і родинні відгалуження Радзієвських: Яременки (80 осіб), Дащенки (60 осіб), а також Костенки, Негрили, Велентиї, Петренки, Хаци, Мілаші і Радзієвські — всі вони були православними.
Отже, як випливає, село Радівці належало багатьом родинним розгалуженням Радзієвських та іншим родинам. Такий розподіл залишався до 1778 року. Цього року за протестом давніх власників Радзієвських село знову було їм повернуто.
У 1861 році царський уряд провів земельну реформу, що була прогресивною на той час, адже селяни звільнялися від кріпосної залежності, могли викупляти земельні наділи і самостійно господарювати на них. Але селяни с. Радівці не змогли скористуватися наданими їм урядом правами, оскільки поміщики Радзієвські, Підгородецькі та інші землевласники не бажали ділити землю, здаючи її в оренду, що приносило їм чималі прибутки. Житель села Радівців Антон Онищук згадував: «На таких клаптиках землі не можна було тримати тягло. Бідні селяни змушені були йти на заробітки, яких знайти було тяжко. Ті селяни, що залишилися в селі, відробляли багачам за плуг і возовицю в найкращу пору року, а свою землю обсівали пізно, обробляли посіви невчасно, врожаї збирали малі, і хліба не вистачало навіть до різдвяних свят». Станом на 1878 рік 950 десятин землі в с. Радівці перебувало у володінні поміщиків та церкви. Селянам належало близько 800 десятин земельних угідь, що становило близько 42 % загальної площі. Звідси на одну селянську сім'ю припадало не більше як 2 десятини землі, коли один поміщик міг мати 112—200 десятин.
Неодноразово селяни с. Радівці потерпали від свавілля та жорстокості свого пана. Так, житель села Радівці Юхим Фомович Король у своїх спогадах розповів таку історію: «Як згадував мій дід, його жінку продав радовецький пан Михайлюк-Радзієвський разом із двома дочками приїжджому панові на полі в урочищі „Міхальче“ під час жнив. Пан, що купив їх, привіз до міста Вінниця. Там він перепродав дочку одному панові, а жінку хотів продати іншому. Та вона втекла і довго переховувалась в м. Бар, повернувшись додому тільки через два роки».
У 1892 році в селі Радівцях проживала 2001 особа, не рахуючи католиків і протестантів, із них жіночої статі — 972, чоловічої — 1029. У цьому ж році народилося 97 дітей, а померло 48 осіб.
На початку XX ст. Гришки переходять у володіння від Радзієвських до Софії Юрівни Ралле. На 1903 р. загальна площа її земель становила 240 десятин; із них присадибної — 5, ріллі — 190, лісу — 30, невдобреної — 15 десятин; частину земель у Радівцях скупила Ревуцька. Її маєток розташовувався на хуторі Заруддя. У ньому господарював жорстокий до селян орендар Підгородецький. Тяжке становище селян Радовець змушувало їх іти на заробітки в Жмеринку, на станцію Комарівці, а хто не міг, той гнув спину у наймах у панів Підгородоцького, Бареневича, інших.
Станом на 1905 рік чисельність жителів с. Радівці становила 2339 осіб, із них дворян — 392 особи.
У 1907—1911 роках була проведена земельна реформа, що сприяла створенню хуторських поселень. На початку XX століття біля села Радівці таких хуторів було більше десяти, зокрема, це — Стреків, Грабник, Заруддя, хутір Шевченка, Згар, Деркачі та інші.
Отже, с. Радівці з давніх часів належали роду Радзієвським, родоначальником якого слід вважати Яна Конаріова. Упродовж середньовічної та нової історії села стрімко збільшилася чисельність населення, відбувся перерозподіл поміщицьких земельних наділів, що призводить до малоземелля та ворожнечі між власниками, погіршення становища простого селянства.

## Транспорт
Радівці не мають виходу до магістральних автодоріг. Через село проходить лиш траса міжрайонного значення в бік Жмеринки і Деражні. Основним транспортом залишається залізниця.

## Культурний та духовний розвиток села
У XV — поч. XX ст. велику роль у житті радівчан відігравала релігія. Релігійні, церковні свята були основними формами дозвілля, а сам храм — центром громадського спілкування. Точних відомостей коли була побудована церква в Радівцях немає. Відомо лише із статистичних даних про поселення у Барського староства XvI ст., що у Радівцях (Внучківцях) у 1530 році був 1 священик.
У першій половині XVIII ст. селі була побудована дерев'яна Святомихайлівська церква. Іконостас у ній був чотирьох'ярусний. У цей час в Радівцях існувало церковне братство і радовецька шляхта на користь даної організації робила благочинні внески, брала участь у місцевих парафіяльних справах. Разом із загальною радою села, всього шляхетського кола, вона обирала кандидатів на священнослужбову вакансію і обіцяли «спільним коштом» виборців піклуватися про призначення та утвердження вищими духовним інстанціями бажаного кандидата.
Так, станом на 27 жовтня 1776 року радовецька церква отримала першу ерекцію, а 22 січня 1777 року — другу. Вони були видані Радзієвськими, дідичами маєтку села Радівці, іколятарами церкви. У цих ерекціях подається опис земель і орних полів місцевої церкви. Там сказано, що церква мала двір, город, садок, до якого прилягали поля і сінокоси разом зі ставком. Цей ставок було передано у власність радовецькій церкві 20 червня 1735 року.
У 1879 році на кошти парафіян був збудований новий храм. Він мав 800 руб. недоторканого капіталу золотом, які отримав за продаж кількох десятин землі залізниці, 39 десятин землі, в тому числі присадибної — 3 десятини, польової — 27 десятин, сінокосу — 7 десятин, молодого лісу — 2 десятини.
У селі Радівцях на початку XX століття діяло дві школи: Міністерське народне училище, яке було побудоване в 1875 році. В ньому в цей час навчалось 5-8 дітей, і то тільки хлопчики заможних радівчан. На жаль, не вдалось дізнатися, хто очолював даний освітній осередок у селі. Відомо лише те, що свідоцтво про закінчення цього училища отримав 24 серпня 1894 року Сава Іванович Томащук — прадідусь вчительки радовецької школи Ніни Володимирівни Ходаніцкої. У 1897 році в селі була відкрита церковна-парафіяльна школа для дівчаток. У ній був лише один учитель та один учень.

### М.М.Коцюбинський у Радівцях
Наприкінці XIX ст. у Радівцях проживав відомий письменник України М. М. Коцюбинський. У вересні 1872 р. у Радівці переїжджає сім'я Коцюбинських, яка поселилася в будинку волосного правління. Михайло Михайлович, опинившись поза штатом, у пошуках шматка хліба був змушений залишити Вінницю і переїхати в село Радівці, де влаштувався на службу волосним писарем. На той час у Радівцях було понад 400 хат, 2500 чоловік населення, два шинки, паровий млин та школа грамоти. У сучасних Радівцях, ні волосного будинку, де жив колись Коцюбинський, ні інших пам'ятних споруд не залишилось. Тільки старожили можуть вам показати вулицю та садибу, де була волость. У народі той закут ще й досі називають «Розправою» (там за різні провини карали селян різками). А неподалік від нього — місце хати дяка Арсена Кульчицького, близької до Коцюбинських людини.
Сутужно жилося Коцюбинським у Радівцях. Злиденна писарська платня (20 руб. щомісяця) ледве давала змогу прохарчувати сім'ю. Скрута була така, що Михайло Михайлович 14 листопада 1872 р. змушений був продати відставному ротмістрові Роману Олександровичу Бузину-Радинському частину садиби Абазівки (675 квадратних сажнів за 300 рублів).

### Декоративно-ужиткове мистецтво
У селі здавна мали поширення народні ремесла та художні промисли: килимарство, ткацтво, вишивка, гончарство. Ремісники вичиняли шкіри, ткали полотно, шили одяг та взуття. Дивували своєю працею чудові ковалі, стельмахи, чоботарі, кушніри. Виготовлення ниток та полотна передбачало використання пряла та верстата. Предмети побуту, знаряддя праці, якими користувалися жителі с. Радівці наприкінці XIX на початку XX ст. зберігаються у шкільному музеї «Бабусина хата».
Таким чином упродовж середньовічної та нової історії в с. Радівці відбувається подальший розвиток ремесла, промислів, сільського господарства.

## Відомі люди

### Народилися
- Бараневич Леонід Петрович — полковник, помічник командира 10-го пішого Липовецького полку Армії Української Держави.
- Лавров Павло Арсентійович (1903–1973) — український історик.
- Мирчук Денис Віталійович (1995—2014) — молодший сержант Збройних сил України, учасник російсько-української війни.

### Перебували
- Коцюбинський Михайло Михайлович 5 (17) вересня 1864 — 12 (25) квітня 1913 український письменник, громадський діяч, голова «Просвіти» в Чернігові, один з організаторів Братства тарасівців.